# Зафод Библброкс
За́фод Библброкс — персонаж, придуманный британским писателем Дугласом Адамсом для его цикла юмористических научно-фантастических книг «Путеводитель для путешествующих по галактике автостопом».
Зафод родом с планеты в окрестностях звезды Бетельгейзе и является сводным «одноюродным полубратом» Форда Префекта. Из-за «несчастного случая, связанного с контрацептивами и машиной времени», его прямые предки по линии отца (Зафод Библброкс Второй) являются также его прямыми потомками (Зафод Библброкс Четвёртый).

## Внешность
Во всех версиях «Путеводителя для путешествующих по галактике автостопом» у Зафода две головы и три руки, хотя причины появления дополнительных частей тела различаются в зависимости от версии:
- В оригинальной радиопостановке не давалось объяснения второй голове Библброкса, хотя и рассказывалось, что Зафод «вырастил» третью руку за шесть месяцев до встречи с Триллиан на планете Земля.
- В первом романе серии говорится, что Зафод отрастил третью руку пониже правой, незадолго до кражи «Золотого сердца», «чтобы добиться лучших результатов в лыжном боксе» (I-4).
- В фильме 2005 года есть скрытый намёк, что Зафод «создал» свою вторую голову сам, когда выключал части своего разума, содержащие его «не президентские» качества. По сути, только в фильме есть хоть какое-то объяснение второй головы.[источник не указан 164 дня]

В игре по книгам Зафод прячет свою вторую голову в прикрытую птичью клетку. В киноверсии вторая голова располагается ниже первой, примерно между подбородком и верхней частью груди, и Зафод имеет возможность прятать её от окружающих, «втягивая» в грудную клетку. Третья рука спрятана под одеждой, и контролируется второй головой Зафода. Третья рука появляется только несколько раз в фильме, например для того, чтобы пилотировать «Золотое сердце» или для приготовления «Пангалактического грызлодёра».
У Библброкса светлые взъерошенные волосы, торчащие во все стороны, голубые глаза, подбородки почти всегда плохо выбриты (I-4).
Зафод носит яркие, плохо сочетающиеся цвета, чтобы выделяться и быть всегда в центре внимания, куда бы он ни направился. Как указано в первой книге серии (гл. 4), Зафод носит оранжевый шарф — традиционный знак Президента Галактики.

## Личность
Зафод — нарцисс, он представляет собой гедонистическую, крайне безответственную и эгоцентричную личность. Обычно ему совершенно плевать на чувства тех, кто его окружает, однако он также очень харизматичен, что заставляет многих из его окружения игнорировать его недостатки. По словам Дугласа Адамса, личность Зафода списана с его старого друга из Кембриджского университета, которого звали Джонни Симпсон. Зафод авантюрист, бывший хиппи, графоман, аферист, испортил отношения «со всеми, с кем только можно и даже с теми, с кем нельзя» (I-4). Зафод любит работать на публику, и это удаётся ему лучше всего.
На протяжении всех книг Зафод одержим идеей доведения до конца какого-то большого плана, о котором он сам ничего не знает, но только догадывается о его существовании. Он был вынужден разделить свой мозг, чтобы сканирование, которое обязательно для каждого претендента на роль президента Галактики, не выявило его «не президентские» качества и его планы по краже корабля на невероятностной тяге. Во второй радиопостановке и версии «Ресторана на краю Вселенной» открывается, что в великие планы Зафода входили поиски того, кто действительно управляет Вселенной.

## Президент Галактики
На короткий период он был Президентом Галактики, потому что с этой ролью никто не мог справиться лучше Зафода Библброкса. Он использовал своё президентское звание, чтобы украсть «Золотое сердце», единственный корабль во Вселенной на невероятностной тяге.
Полный титул Президента — Президент Имперского Галактического Правительства.
Термин «Имперское» является анахронизмом. Последний Император, престол к которому перешел по наследству, почти мертв, и содержится в этом состоянии уже много столетий. Все его наследники давно умерли, и власть просто опустилась на одну или две ступеньки ниже, и сейчас её представляет орган, который раньше действовал лишь как Совет при Императоре — выборное правительственное собрание, якобы возглавляемое Президентом, который выбирается этим собранием.
Президента можно вообще назвать просто вывеской — он не обладает абсолютно никакой действительной властью. Он избирается правительством, но его работа — не управлять, а отвлекать внимание от процесса управления. По этим показателям Зафод Библброкс — один из лучших Президентов, когда-либо выбранных Правительством. Два года из десяти лет своего президентского срока он провел в тюрьме по обвинению в мошенничестве.
Очень немногие понимают, что Президент и Правительство не имеют абсолютно никакой власти, а из этих немногих только шестеро знают, кто же действительно обладает высшей политической властью. Большинство остальных верят, что принятие важнейших решений передано компьютеру. (I-4)

## Радиопостановки и телевидение
В радиопостановках и телевизионных версиях Зафода играл Марк Винг-Дэйви. Он шутил, что две головы и три руки Зафода созданы специально для радиопостановок, где всё зависело от воображения слушателей. В телевизионной версии у Винг-Дэйви была третья искусственная рука, и когда он должен был ей жестикулировать она заменялась на руку Майка Фэлта, который стоял прямо за Винг-Дэйви. Вторая голова была радиоуправляемой. К сожалению, механика второй головы редко работала должным образом, в связи с чем большую часть времени голова просто сидела на плече у Зафода и выглядела безжизненной, хотя в одной сцене ей удалось на какое-то время подискутировать с настоящей головой Винг-Дэйви.
В киноверсии 2005 года Зафода Библброкса сыграл американский актёр Сэм Рокуэлл. В этой версии вторая голова часто появляется, чтобы выразить те качества Зафода, которые являются «не президентскими». В фильме Зафод представляется даже более невоспитанным и грубым, чем в других версиях.
Сэм Рокуэлл, сыгравший роль Библброкса в фильме, признался, что на его образ повлияли такие личности, как Билл Клинтон, Элвис Пресли, Джордж Буш и Винс Вон.